# Bifurcia
Bifurcia es un género de arañas araneomorfas de la familia Linyphiidae. Se encuentra en China.

## Lista de especies
Según The World Spider Catalog 12.0:
- Bifurcia cucurbita Zhai & Zhu, 2007
- Bifurcia curvata (Sha & Zhu, 1987)
- Bifurcia ramosa (Li & Zhu, 1987)
- Bifurcia songi Zhai & Zhu, 2007